# Maye Brandt
María Xavier Brandt Angulo (Caracas, 28 de abril de 1961-Baruta, 2 de octubre de 1982), más conocida como Maye Brandt, fue una modelo y reina de belleza venezolana ganadora del Miss Venezuela 1980. Casada con el actor Jean Carlo Simancas, se suicidó en 1982, lo que causó conmoción a nivel nacional y provocó uno de los mayores escándalos de la historia del Miss Venezuela.

## Biografía

### Miss Venezuela
Nacida en el Hospital Clínico de la Parroquia San Pedro el 28 de abril de 1961 (aunque en su lápida figura erróneamente 1962 como fecha de nacimiento) y proveniente de una familia vinculada a las artes plásticas, Brandt, quien deseaba estudiar comunicación social, empezó a obtener fama a nivel nacional en 1980 como representante del Estado Lara en el Miss Venezuela (Osmel Sousa, expresidente de la organización, había convencido a Maye de participar en el certamen tras conocerla en un club de Caracas creyendo que se trataba de Paola Ruggeri). En la final del concurso, celebrada el 8 de mayo en el Hotel Macuto Sheraton de Caraballeda, Vargas, Maye se alzó con el título de Miss Venezuela 1980 tras haber competido con otras 13 aspirantes, entre las que se encontraba la primera actriz Hilda Abrahamz. Pese a no contar con el favor de la prensa, Brandt logró captar la atención del jurado y del público durante la gala, cuya organización corrió a cargo de Joaquín Riviera, quien fungió por vez primera como productor general del certamen a solicitud de Enrique Cuscó, entonces gerente general de Venevisión.

### Reinado
Durante el año de su reinado, Brandt, quien fue duramente criticada en los medios (algunos llegaron a calificarla de «fea» y a vaticinarle una mala posición en Miss Universo), realizó las tareas propias de su cargo y participó en el certamen Miss Universo 1980, realizado en Seúl, Corea del Sur; pese a no figurar en el cuadro final, Maye siguió contando con el favor del público venezolano, aunque no con el de la prensa, la cual incrementó sus críticas a la modelo por su fracaso en el certamen. Ese mismo año, poco después de su participación en Miss Universo, Brandt fue nombrada miembro honorario de la Policía Metropolitana de Caracas y recibió como obsequio un uniforme (identificado con la placa 004) y un arma de fuego reglamentaria del calibre 22, con la se suicidaría dos años después (Milagros Alejandra Toledo, Miss Distrito Federal 1980, iba a ser en principio la persona agasajada, pero debido a un compromiso de última hora se decidió que Maye ocupase su lugar). Al año siguiente, Brandt coronó a la futura Miss Universo Irene Sáez como Miss Venezuela 1981, convirtiéndose Sáez en su amiga y confidente. A este respecto, Osmel Sousa declararía que Maye Brandt fue la única Miss Venezuela de toda la historia del certamen en ser coronada por una Miss Universo (Maritza Sayalero) y en coronar a su vez a otra Miss Universo.
Maye no desapareció de la vida pública tras el fin de su reinado, ya que al poco tiempo empezó una lucrativa carrera como modelo, contrayendo matrimonio con el actor Jean Carlo Simancas en una sencilla ceremonia privada el 17 de julio de 1981 (ambos se habían conocido el 2 de julio en una cena organizada por el político «Pepi» Montes de Oca), lo que ayudó a la joven a mantener su popularidad a nivel nacional.

### Muerte
Tras el enlace, la prensa empezó a especular acerca de la supuesta infelicidad de Brandt, esgrimiéndose como causa principal la posición fuertemente dominante de Simancas, quien al parecer habría impedido a su esposa seguir con su carrera en el mundo del modelaje e incluso habría llegado al extremo de prohibirle maquillarse y tener amistades. En las semanas previas a su muerte, Brandt, quien llevaba un tiempo en tratamiento psiquiátrico y había adelgazado hasta pesar 41 kilos, se encontraba sumida en una profunda depresión (ya en su niñez se había visto seriamente afectada a nivel emocional por el divorcio de sus padres). Se conoce que la joven se puso en contacto con su amiga Lisbeth Fernández, compañera del Miss Venezuela 1980, para pedirle que la recibiese en su casa en Los Ángeles con el fin de alejarse por un tiempo de los problemas que sufría. Del mismo modo, el día antes de su muerte Brandt llamó desesperadamente a Irene Sáez por teléfono, si bien Sáez no pudo atenderla debido a varios compromisos pendientes, prometiendo no obstante que hablaría con ella más tarde.
La soledad, los cuadros depresivos, la presión mediática, el encierro y la falta de apoyo de su familia, todo ello acrecentado por una discusión previa con su esposo (las peleas entre ambos eran frecuentes), provocaron al parecer que Maye tomase la decisión de suicidarse el 2 de octubre de 1982. En su momento se mencionó la posibilidad de que la joven se hubiese quitado la vida tras leer las memorias de María Conchita Alonso, en las cuales la actriz y cantautora afirmaba que Jean Carlo se había casado con Maye por despecho ya que Alonso había rechazado casarse con él. El cuerpo de Brandt fue hallado por las autoridades el día de su muerte en su dormitorio en el apartamento n.º 5 de la residencia Los Alpes, en la primera planta del inmueble, situado en la carretera que conduce a Baruta. Según la testigo María Elena Molina, Maye discutió durante toda la mañana con su esposo, encerrándose en su dormitorio poco después del mediodía. El cadáver presentaba un impacto de bala, encontrándose cerca del cuerpo el arma con la que Brandt se suicidó. A pesar de considerarse la depresión como causa probable de su muerte, los motivos reales de su deceso siguen siendo desconocidos. Al respecto circularon rumores acerca de la supuesta homosexualidad de Simancas, en ese entonces protagonista exclusivo de las telenovelas del canal RCTV; se afirmaba que el actor mantenía una relación amorosa con Yanis Chimaras, lo que habría llevado a la joven a suicidarse. Estos rumores nunca llegaron a ser confirmados, revelando posteriormente la Policía Técnica Judicial (actual CICPC) la existencia de una carta en la cual la modelo explicaba los motivos de su suicidio, entre los cuales no figurarían ni la presunta homosexualidad de Simancas ni sus supuestas infidelidades, si bien el texto nunca fue hecho público (tiempo después se hallaría una carta de Brandt en la que la joven habría dejado escritas frases como «me mata la soledad» y «no quiero que mi matrimonio fracase»).
Jean Carlo ordenó que se impidiera el acceso de la prensa así como la toma de fotografías durante el velorio, al cual asistieron varias misses, entre ellas Irene Sáez, Pilín León (Miss Mundo 1981), Desirée Rolando (Miss Venezuela 1973) y Neyla Moronta (Miss Venezuela 1974).

## Miss Venezuela 1980
Cuadro final
- 1. María Xavier Brandt Angulo (Maye) — Miss Lara (Ganadora del Miss Venezuela 1980)
- 2. Hilda Astrid Abrahamz Navarro — Miss Departamento Vargas
- 3. Graciela Lucía La Rosa Guarneri — Miss Amazonas
- 4. Lisbeth Fernández Watson — Miss Guárico
- 5. Julie Fernández Gómez — Miss Aragua

Participantes
| - Miss Amazonas - Graciela Lucía Rossana La Rosa Guarnieri - Miss Aragua - Julie Fernández Gómez - Miss Barinas - Dalia Elena Novellino Blonval - Miss Bolívar - Auyuramy Estévez - Miss Carabobo - María Gabriela Bolaños - Miss Cojedes - Lirio González Jiménez - Miss Departamento Vargas - Hilda Astrid Abrahamz Navarro - Miss Distrito Federal - Milagros Alejandra Toledo | - Miss Falcón - Nathalie Saíz - Miss Guárico - Lisbeth Fernández Watson - Miss Lara - María Xavier Brandt Angulo - Miss Nueva Esparta - Elizabeth Cocucci Bueno - Miss Sucre - Kennedy Jackeline Pettine - Miss Trujillo - Betzy Ballestrini - Miss Zulia - Soraya Navas Bravo |